# Simge Selçuk
Simge Selçuk (* 27. Januar 1975 in Ankara) ist eine türkische Schauspielerin.

## Leben und Karriere
Selçuk wurde am 27. Januar 1975 in Ankara geboren. Sie studierte an der Bilkent-Universität. Ihr Debüt gab sie 1993 in der Fernsehserie Ferhunde Hanımlar. Bekanntheit erlangte Selçuk 2004 in der Serie Aliye. Anschließend war sie 2006 in Acemi Cadı zu sehen. Von 2011 bis 2012 wurde sie für die Serie Avrupa Avrupa gecastet. Zwischen 2016 und 2017 bekam sie eine Rolle in Kalbimdeki Deniz. Außerdem setzte sie 2020 ihre Karriere in Zümrüdüanka fort. Seit 2021 spielt Selçuk in der Serie Kardeşlerim die Hauptrolle.

## Filmografie (Auswahl)
Serien
- 1993–1999: Ferhunde Hanımlar
- 1995: Çiçek Taksi
- 2004: Aliye
- 2006: Acemi Cadı
- 2007: Elveda Derken
- 2008–2010: Küçük Kadınlar
- 2011–2012: Avrupa Avrupa
- 2011: Mazi Kalbimde Yaradır
- 2014: Galip Derviş
- 2014: Güzel Köylü
- 2016–2017: Kalbimdeki Deniz
- 2019: Canevim
- 2020: Zümrüdüanka
- seit 2021: Kardeşlerim